# ジェフリー・シルバー
ジェフリー・シルバー（Jeffrey Silver、1933年2月25日 - ）は、アメリカ合衆国ニューヨーク州ブルックリン区出身の俳優。

## 経歴
「ピーター・パン」のニブスで有名。